# Guillaume-Joseph Boutaric
Guillaume-Joseph Boutaric est un homme politique français né le 30 avril 1756 à Figeac (Lot) et décédé à une date inconnue.

## Biographie
Président de l'élection de Figeac, il est député du tiers état aux états généraux de 1789 pour la sénéchaussée du Quercy.

## Sources
- Ressource relative à la vie publique :   - Base Sycomore
- « Guillaume-Joseph Boutaric », dans Adolphe Robert et Gaston Cougny, Dictionnaire des parlementaires français, Edgar Bourloton, 1889-1891 [détail de l’édition]